# كيت لي فيرغسون
كيت لي فيرغسون (بالإنجليزية: Kate Lee Ferguson) هي كاتِبة أمريكية، ولدت في 3 نوفمبر 1841 في كنتاكي في الولايات المتحدة، وتوفيت في 30 مايو 1928 في بيلوكسي في الولايات المتحدة.